# Габастон
Габасто́н (фр. Gabaston) — коммуна во Франции, находится в регионе Аквитания. Департамент — Атлантические Пиренеи. Входит в состав кантона Пе-де-Морлаас и дю Монтанерес. Округ коммуны — По.
Код INSEE коммуны — 64227.

## География

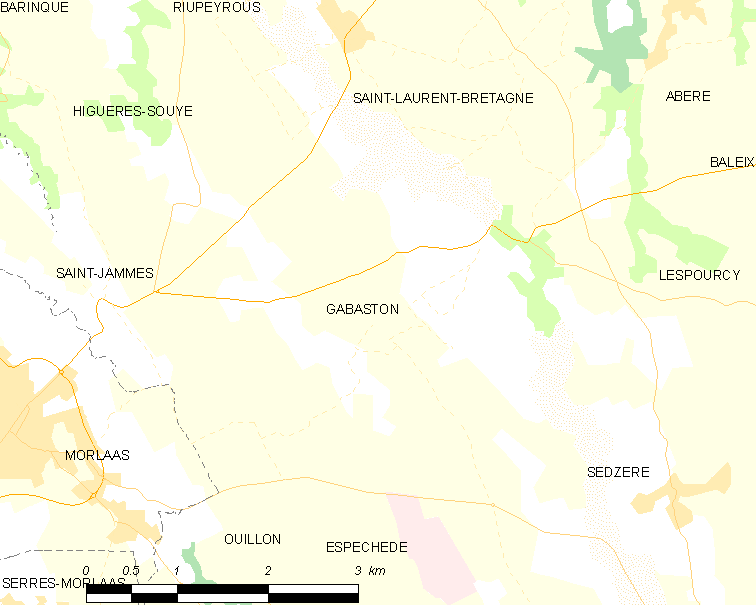
Карта коммуны

Коммуна расположена приблизительно в 650 км к югу от Парижа, в 170 км южнее Бордо, в 15 км к северо-востоку от По.
По территории коммуны протекает река Суй.

### Климат
Климат тёплый океанический. Зима мягкая, средняя температура января — от +5°С до +13°С, температуры ниже −10 °C бывают редко. Снег выпадает около 15 дней в году с ноября по апрель. Максимальная температура летом порядка 20-30 °C, выше 35 °C бывает очень редко. Количество осадков высокое, порядка 1100 мм в год. Характерна безветренная погода, сильные ветры очень редки.

## Население
Население коммуны на 2010 год составляло 593 человека.
| 1962 | 1968 | 1975 | 1982 | 1990 | 1999 | 2010 |
| ---- | ---- | ---- | ---- | ---- | ---- | ---- |
| 346  | 342  | 458  | 592  | 602  | 562  | 593  |

## Администрация
| Период | Период | Фамилия           | Партия | Примечания |
| ------ | ------ | ----------------- | ------ | ---------- |
| 1995   | 2001   | Клод Лами-Маскару |        |            |
| 2001   | 2008   | Жан Пуло          |        |            |
| 2008   | 2014   | Филипп Паланга    |        |            |
| 2014   | 2020   | Мишель Мажанди    |        |            |

## Экономика
В 2010 году среди 380 человек трудоспособного возраста (15-64 лет) 276 были экономически активными, 104 — неактивными (показатель активности — 72,6 %, в 1999 году было 68,9 %). Из 276 активных жителей работали 260 человек (134 мужчины и 126 женщин), безработных было 16 (9 мужчин и 7 женщин). Среди 104 неактивных 28 человек были учениками или студентами, 46 — пенсионерами, 30 были неактивными по другим причинам.

## Достопримечательности
- Церковь Св. Иоанна Крестителя (XIX век)[4]

## Фотогалерея

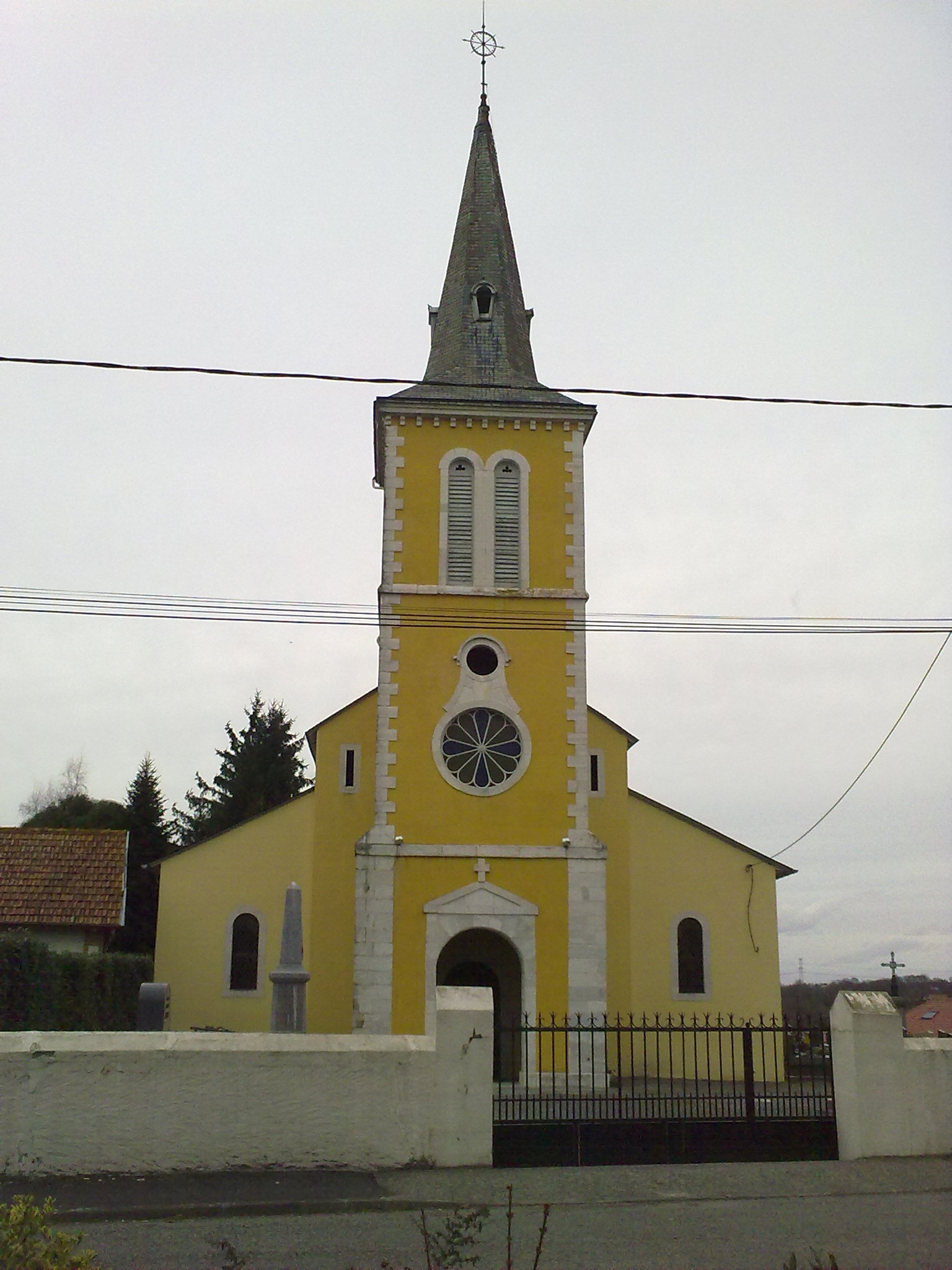
Церковь Св. Иоанна Крестителя
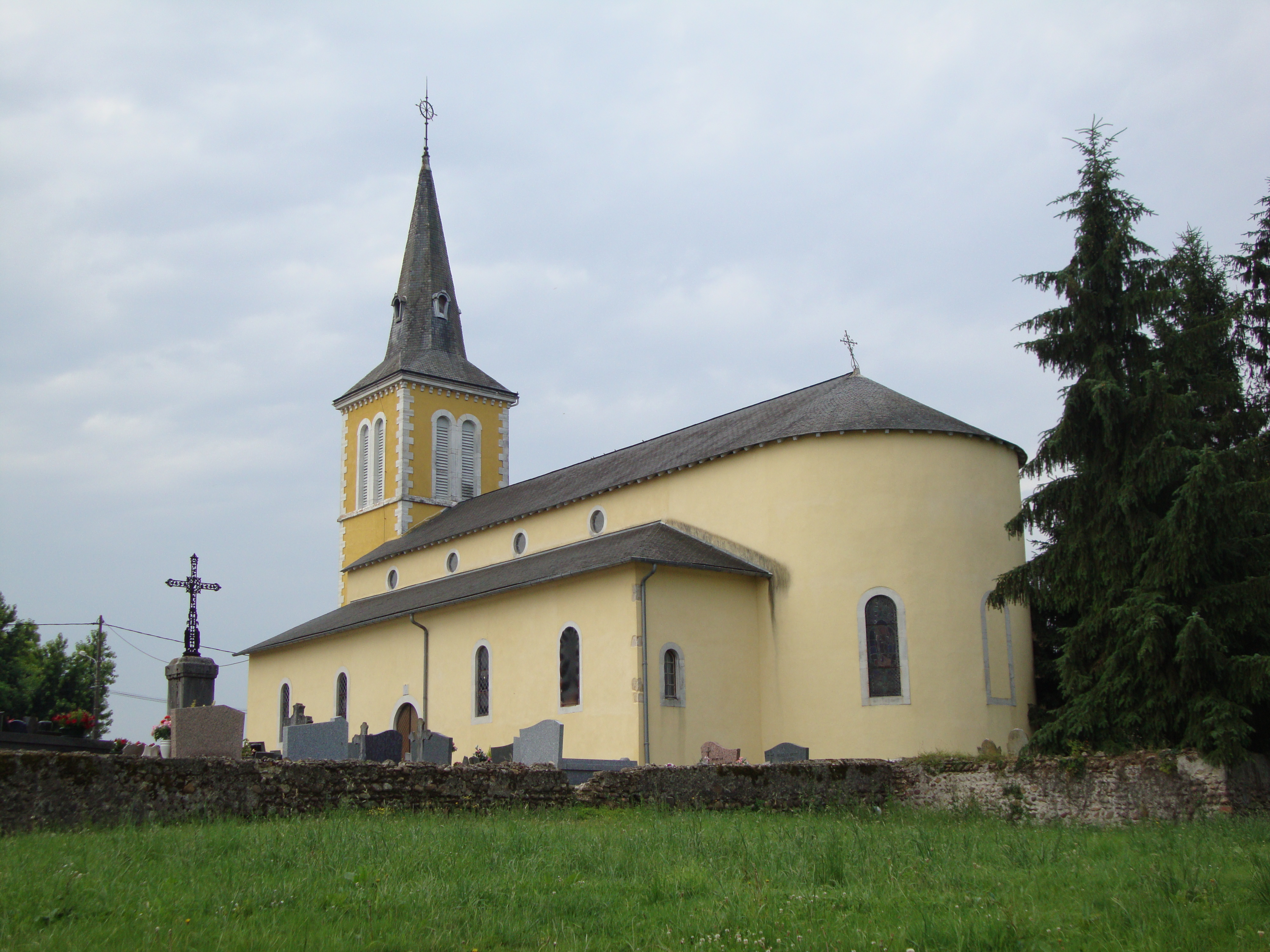
Церковь Св. Иоанна Крестителя
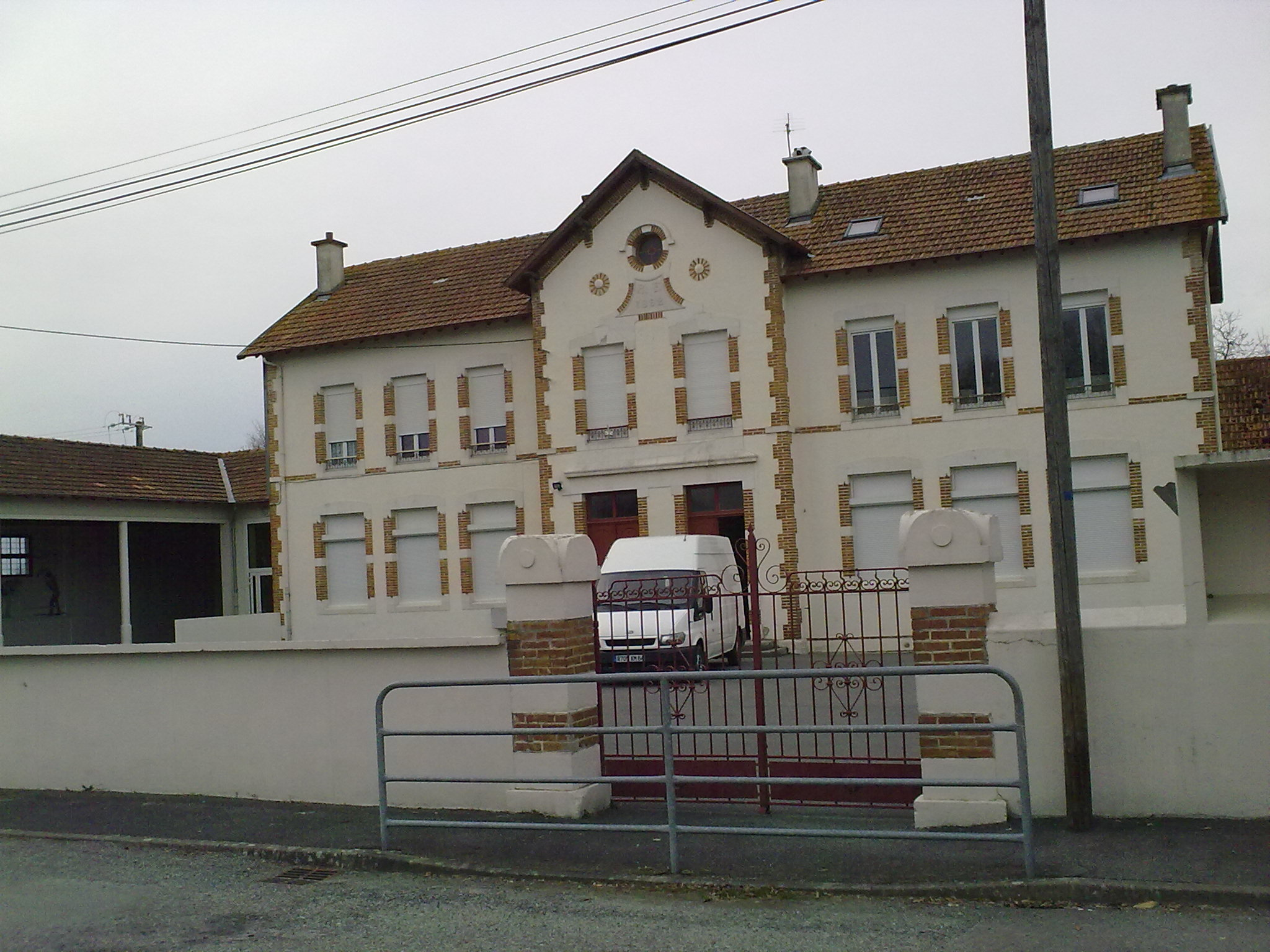
Школа